# پارک پلیشناذیر

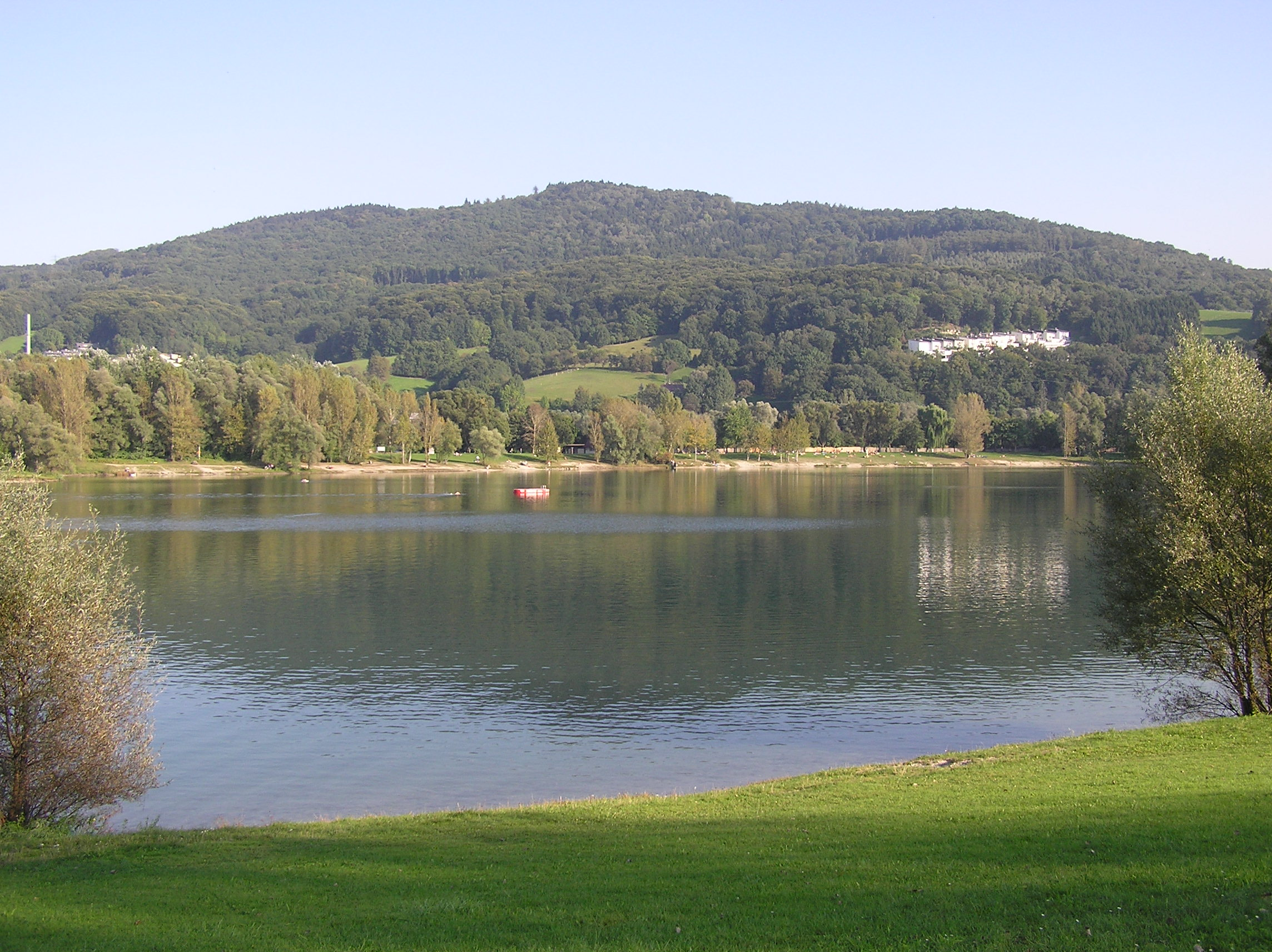
پارک پلیشناذیر

پارک پلیشناذیر (به آلمانی: Pleschinger See) در شمال غربی اتریش در اطراف دریاچه به همین نام قرار دارد . پارک پلیشناذیر یک مجموعه تفریحی که دارای پارکینگ‌های متعدد ، زمین‌های بازی و رستوران می باشد . این پارک از سال ۱۹۸۴ به عنوان مکان برهنگی در اتریش شناخته شده است .